# Cantonul Solothurn
 Solothurn (ajutor·info) este un canton al Elveției. Se află în nord-vestul țării, și are capitala la Solothurn.

## Geografie
Cantonul se află în nord-vestul Elveției. La vest și sud se află cantonul Berna iar la est Aargau. La nord se mărginește cu cantonul Basel-Provincie, iar două districte ale sale sunt exclave, aflate de-a lungul graniței franceze.
Aparține bazinului hidrografic al râului Aar și al afluenților săi. Relieful este relativ plat, însă se află la poalele Munților Jura. Pământul plat este o câmpie creată de râul Aar.
Suprafața totală a cantonului este de 791 km².

## Istorie
Teritoriul cantonului e format din pământurile obținute de capitală, din acest motiv forma sa fiind atât de neregulat, și cele două districte separate formând exclave de-a lungul graniței cu Franța.
Între 1798 și 1803 cantonul a făcut parte din Republica elvețiană. În 1803 Solothurn a fost unul dintre cele 19 cantoane reconstituite de Napoleon (Actul de mediere).
Deși populația era strict romano-catolică, Solothurn nu s-a alăturat mișcării separatiste catolice (Sonderbund) din 1845. Analog, constituțiile federale din 1848 și 1874 au fost aprobate. Constituția de astăzi datează din 1887, deși a fost revizuită complet în 1895.

## Economie
Până în secolul al XIX-lea, agricultura era principala activitate economică a cantonului. Astăzi, și-a păstrat importanța, însă a fost depășită de industria manufacturieră și de sectorul serviciilor. Industriile prezente sunt fabricarea ceasurilor, bijuterii, textile, hârtie, ciment și piese auto. Până recent, fabricarea încălțămintei a reprezentat o activitate economică importantă, însă competiția globală a făcut cantonul elvețian necompetitiv.
O centrală nucleară se află în apropiere de Gösgen, începând cu 1979.

## Transport
Cantonul este bine legat de celelalte părți ale Elveției, atât pe cale rutieră cât și feroviară. Prin Olten, trenurile circulă către Geneva, Zürich, Basel și Ticino via Lucerna.

## Demografie
Populația este în principal germanofonă. Circa 60% sunt romano-catolici, restul fiind protestanți. Populația este de 247 400 (2004).